# Antonín Leopold Boleslavský z Rittersteinu
Antonín Leopold Boleslavský z Rittersteinu (1722-1788) byl hospodářský správce dietrichsteinských statků. V roce 1774 byl povýšen do rytířského stavu. V poslední třetině 18. století vlastnil statky Kroměšín u Chotěboře a od roku 1775 Libici nad Doubravou. Byl také úředníkem daňové komise v Brně a majitelem domu v Praze na Novém Městě na Koňském trhu, dnešním Václavském náměstí. Měl čtyři syny, Benedikta Rafaela (1756-1821), Michaela Rafaela (1758-1839), Leopolda (*1761) a Franze Josefa.